# Carl Magnus von Hell
Carl Magnus Hell, ab 1906 von Hell, (* 8. September 1849 in Stuttgart; † 11. Dezember 1926 in Stuttgart) war ein deutscher Chemiker.

## Leben
Er studierte in Stuttgart bei Hermann Fehling und in München bei Richard Erlenmeyer. Nachdem er 1870/71 seinen Wehrdienst abgeleistet hatte, arbeitete er als Assistent im chemischen Labor. 1877 wurde sein Sohn Bernhard Hell, der spätere Reformpädagoge und Gründer der Urspringschule geboren. 1881 beschrieb Hell eine Umsetzung, die heute als Hell-Volhard-Zelinsky-Reaktion bekannt ist. 1883 wurde er in Stuttgart, als Nachfolger Fehlings, zum Professor für Experimentalchemie und Theoretische Chemie berufen. (Seit 1862 war Karl Friedrich Marx (1832–1890) Professor für chemische Technologie.) 1889 gelang ihm die Synthese des bis dahin längsten Kohlenwasserstoffes (mit 60 Kohlenstoff-Atomen). Mit seinem Kollegen Wilhelm Dietrich veranlasste er den 1893 bis 1895 realisierten Neubau ihres Instituts. 1914 ging er aufgrund eines Augenleidens in den Ruhestand.

## Veröffentlichungen
- Neues Handwörterbuch der Chemie: auf Grundlage des von Liebig, Poggendorff und Wöhler, Kolbe und Fehling herausgegebenen Handwörterbuchs der reinen und angewandten Chemie und unter Mitwirkung von mehren Gelehrten.

## Ehrung, Nobilitierung
Carl von Hell wurde 1906 mit dem Ehrenkreuz des Ordens der Württembergischen Krone ausgezeichnet, welches mit dem persönlichen Adelstitel verbunden war.